# Liga Nacional de Fútbol de Rusia 2016-17
La Liga Nacional de Fútbol de Rusia 2016–17 fue la 25a temporada del campeonato de segunda división de fútbol en Rusia.
El Dinamo Moscú se consagró campeón y vuelve a la Liga Premier junto con el FC Tosno equipo subcampeón, Yenisey Krasnoyarsk y SKA-Khabarovsk tercer y cuarto clasificado respectivamente, disputarán la promoción por un cupo en la máxima categoría.

## Posiciones
- Actualización final el 20 de mayo de 2017.

| Pos. | Equipo                    | Pts. | PJ | G  | E  | P  | GF | GC | Dif. | Ascenso, clasificación o descenso          |
| ---- | ------------------------- | ---- | -- | -- | -- | -- | -- | -- | ---- | ------------------------------------------ |
| 1    | Dinamo Moscú              | 87   | 38 | 26 | 9  | 3  | 64 | 25 | +39  | Ascenso a la Liga Premier de Rusia 2017-18 |
| 2    | FC Tosno                  | 75   | 38 | 21 | 12 | 5  | 63 | 30 | +33  | Ascenso a la Liga Premier de Rusia 2017-18 |
| 3    | Yenisey Krasnoyarsk       | 63   | 38 | 19 | 6  | 13 | 54 | 42 | +12  | Promoción de ascenso-descenso              |
| 4    | SKA-Khabarovsk            | 59   | 38 | 15 | 14 | 9  | 45 | 33 | +12  | Promoción de ascenso-descenso              |
| 5    | FC Tambov                 | 57   | 38 | 15 | 12 | 11 | 42 | 34 | +8   |                                            |
| 6    | Spartak-2 Moscú           | 56   | 38 | 15 | 11 | 12 | 56 | 43 | +13  |                                            |
| 7    | Kuban Krasnodar           | 55   | 38 | 14 | 13 | 11 | 44 | 37 | +7   |                                            |
| 8    | Shinnik Yaroslavl         | 54   | 38 | 15 | 9  | 14 | 41 | 39 | +2   |                                            |
| 9    | FC Tyumen                 | 53   | 38 | 14 | 11 | 13 | 48 | 43 | +5   |                                            |
| 10   | Fakel Voronezh            | 53   | 38 | 14 | 11 | 13 | 38 | 40 | −2   |                                            |
| 11   | FC Khimki                 | 49   | 38 | 11 | 16 | 11 | 40 | 47 | −7   |                                            |
| 12   | Volgar Astrakhan          | 45   | 38 | 12 | 9  | 17 | 39 | 49 | −10  |                                            |
| 13   | Zenit-2 San Petersburgo   | 43   | 38 | 9  | 16 | 13 | 44 | 51 | −7   |                                            |
| 14   | Baltika Kaliningrad       | 42   | 38 | 9  | 15 | 14 | 25 | 35 | −10  |                                            |
| 15   | Sibir Novosibirsk         | 42   | 38 | 9  | 15 | 14 | 31 | 46 | −15  |                                            |
| 16   | Luch-Energiya Vladivostok | 42   | 38 | 9  | 15 | 14 | 27 | 41 | −14  | Descenso a la Segunda División de Rusia    |
| 17   | Mordovia Saransk          | 40   | 38 | 11 | 7  | 20 | 39 | 50 | −11  | Descenso a la Segunda División de Rusia    |
| 18   | Sokol Saratov             | 39   | 38 | 8  | 15 | 15 | 34 | 53 | −19  | Descenso a la Segunda División de Rusia    |
| 19   | Spartak Nalchik           | 38   | 38 | 7  | 17 | 14 | 26 | 37 | −11  | Descenso a la Segunda División de Rusia    |
| 20   | Neftekhimik Nizhnekamsk   | 27   | 38 | 6  | 9  | 23 | 28 | 53 | −25  | Descenso a la Segunda División de Rusia    |

 Fuente: Football National League (Russian), Soccerway

## Promoción de ascenso-descenso
Los equipos vencedores de ambas llaves ascienden o se mantienen en la Liga Premier.

### Eliminatoria 1
| 25 de mayo de 2017 | FC SKA-Khabarovsk | 0:0 (0:0) | FC Orenburg | Estadio Lenin, Jabárovsk                                     |                                                              |
|                    |                   | Reporte   |             | Asistencia: 11.300 espectadores Árbitro(s): Sergey Lapochkin | Asistencia: 11.300 espectadores Árbitro(s): Sergey Lapochkin |

| 28 de mayo de 2017 | FC Orenburg | 0:0 (0:0) 3-5 pen. | FC SKA-Khabarovsk | Estadio Gazovik, Orenburg                                   |                                                             |
|                    |             | Reporte            |                   | Asistencia: 6.971 espectadores Árbitro(s): Aleksandr Egorov | Asistencia: 6.971 espectadores Árbitro(s): Aleksandr Egorov |

- FC SKA-Khabarovsk (0:0 en el global, 5-3 en penales) asciende a la Liga Premier, FC Orenburg desciende a la Liga Nacional de Rusia.

### Eliminatoria 2
| 25 de mayo de 2017 | FC Yenisey Krasnoyarsk | 2:1 (1:0) | PFC Arsenal Tula | Estadio Central, Krasnoyarsk                                     |                                                                  |
|                    |                        | Reporte   |                  | Asistencia: 14.000 espectadores Árbitro(s): Vladislav Bezborodov | Asistencia: 14.000 espectadores Árbitro(s): Vladislav Bezborodov |

| 28 de mayo de 2017 | PFC Arsenal Tula | 1:0 (1:0) | FC Yenisey Krasnoyarsk | Estadio Arsenal, Tula                                          |                                                                |
|                    |                  | Reporte   |                        | Asistencia: 13.400 espectadores Árbitro(s): Vladimir Seldyakov | Asistencia: 13.400 espectadores Árbitro(s): Vladimir Seldyakov |

- Resultado global 2-2, Arsenal Tula gana la serie por goles de visitante y se mantiene en la máxima categoría, Yenisey Krasnoyarsk permanece en la Liga de Fútbol Nacional Rusa.